# Erattupetta
Erattupetta (o Eratupeta) è una suddivisione dell'India, classificata come census town, di 29.675 abitanti, situata nel distretto di Kottayam, nello stato federato del Kerala. In base al numero di abitanti la città rientra nella classe III (da 20.000 a 49.999 persone).

## Geografia fisica
La città è situata a 9° 41' 60 N e 76° 46' 60 E e ha un'altitudine di 23 m s.l.m..

## Società

### Evoluzione demografica
Al censimento del 2001 la popolazione di Erattupetta assommava a 29.675 persone, delle quali 15.055 maschi e 14.620 femmine. I bambini di età inferiore o uguale ai sei anni assommavano a 4.245, dei quali 2.151 maschi e 2.094 femmine. Infine, coloro che erano in grado di saper almeno leggere e scrivere erano 23.622, dei quali 12.478 maschi e 11.144 femmine.